# ㅑ
ㅑ(야)는 한글 낱자 중 16번째 글자이자 모음으.는 2번째 글자이다. ㅣ와 ㅏ가 결합된 이중모음이다. 훈민정음 창제 당시에는 모음 중 9번째 글자였으나, 현재는 수정이 되어 모음 중 2번째 글자이다. 국제 음성 기호로는 [ jɐ ]이다.

## 코드 값
| 종류                  | 글자 | 유니코드 | HTML     |
| --------------------- | ---- | -------- | -------- |
| 한글 호환 자모 영역   | ㅑ   | U+3151   | &#12625; |
| 한글 자모 영역        | ᅟᅣ   | U+1163   | &#4451;  |
| 한양 사용자 정의 영역 |   | U+F80C   | &#63500; |
| 반각                  | ￄ    | U+FFC4   | &#65476; |